# Адріан Мейський
Адріан Мейський (англ. Adrian of May, англ. Saint Adrian of Fife, англ. Saint Adrian of Pannonia † 875) — єпископ та місіонер, мабуть з царського роду, християнський святий. Адріан народився в Панонії, у сучасній Угорщині і був призначений єпископом місцевої єпархії. Проте він залишив цю посаду, щоби розпочати місіонерський проект.

Місіонером він відправився в Шотландію. І після місіонерських трудів серед шотландців, він відійшов у монастир на острові Мей поблизу м. Піттенвім, землі Файф в районі затоки Фірт оф Форт.

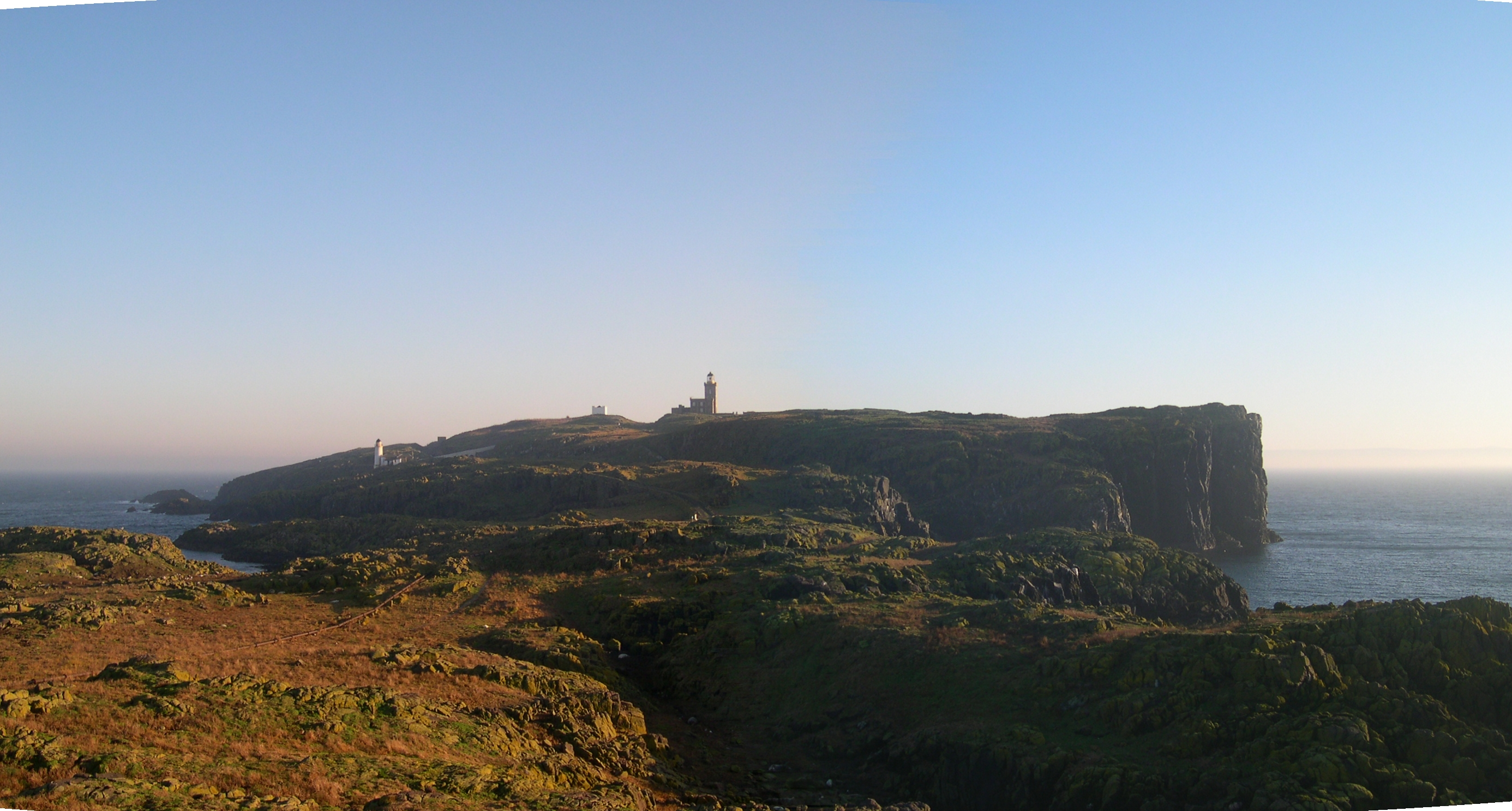
Острів Мей в Шотландії, де подвизався і був убитий святий Адріан з Панонії

Він та його релігійні сподвижники були вбиті данськими вікінгами на острові Мей де він подвизався, які спустошували прибрежні монастирі Шотландії. На острові Мей збудована каплиця присвячена святому Адріану. Монастир було перенесено з острова до м. Піттенвім. Адріан зображений на гербі шотландського м. Піттенвім і є його покровителем.
В деяких записах Святий Адріан ототожнюється зі Святим Одгерном Ірландським (англ. St. Odhern of Ireland), а в інших він числиться як місіонер в Ірландії.
Католицька церква вшановує його пам'ять 4 березня.